# Clypeaster kieri
Clypeaster kieri is een zee-egel uit de familie Clypeasteridae.
De wetenschappelijke naam van de soort werd in 1979 gepubliceerd door Pawson & Phelan.